# Ardiège
Ardiège is een gemeente in het Franse departement Haute-Garonne (regio Occitanie) en telt 325 inwoners (1999). De plaats maakt deel uit van het arrondissement Saint-Gaudens.

## Geografie
De oppervlakte van Ardiège bedraagt 3,8 km², de bevolkingsdichtheid is 85,5 inwoners per km².
De onderstaande kaart toont de ligging van Ardiège met de belangrijkste infrastructuur en aangrenzende gemeenten.

## Demografie
Onderstaande figuur toont het verloop van het inwonertal (bron: INSEE-tellingen).